# Asociación Deportiva Nueve de Octubre
L'Asociación Deportiva Nueve de Octubre, meglio nota come Nueve de Octubre, è una società calcistica ecuadoriana di Guayaquil. Milita in Serie B, la seconda divisione del campionato ecuadoriano di calcio.

## Storia
È stato fondato il 18 aprile 1926; il suo nome richiama il giorno in cui la città di Guayaquil dichiarò l'indipendenza dalla Spagna. Cominciò la sua attività tra i professionisti nel 1962, anno in cui partecipò al massimo campionato ecuadoregno.
Come massimo risultato ha diversi secondi posti nella massima divisione ecuadoregna, l'ultimo dei quali nel 1984. Grazie a questi risultati ha partecipato in tre occasioni alla Coppa Libertadores: nel 1966, 1984 e 1985.
Da allora è retrocesso nelle serie inferiori nel 1986, facendo una breve apparizione in massima serie solo nel 1995.

## Palmarès

### Competizioni nazionali
- Primera Categoría Serie B: 1

2020

### Altri piazzamenti
- Campionato ecuadoriano:

Secondo posto: 1965, 1983, 1984
- Primera Categoría Serie B:

Secondo posto: 1994
- Copa Ecuador:

Finalista: 2022